# Listen to the Banned (2010)
Listen to the Banned is een verzamelalbum uit 2010 met muziek van verboden en gecensureerde artiesten uit het Midden-Oosten, Afrika en Azië.
Het album komt voort uit een samenwerking van twee jaar tussen Freemuse en de Noorse Deeyah Khan. Het album werd door critici positief ontvangen en bereikte de zesde plaats in de World Music Charts Europe, waarna het enkele maanden in deze hitlijst bleef.
Het album werd wereldwijd uitgebracht in 2010.
De makers hebben als doel om met 'Listen to the Banned' een stem te geven aan de stemlozen en om creativiteit en muzikale expressie mogelijk te maken.
Het album werd ondersteund door Amnesty International UK.
Freemuse & Deeyah present Listen To The Banned is het eerste album dat is uitgebracht in een geplande serie van Listen to the Banned.

## Tracklist
| 1.                 | Mystery                              | Mahsa Vahdat      | 5:00 |
| 2.                 | Aroos-e-Aftaw                        | Farhad Darya      | 3:43 |
| 3.                 | Constitution Constipée               | Lapiro De Mbanga  | 7:33 |
| 4.                 | Oh My Father, I Am Yusif             | Marcel Khalife    | 6:58 |
| 5.                 | Rebel Woman                          | Chiwoniso Maraire | 4:31 |
| 6.                 | Quitte Le Pouvoir (met Didier Awadi) | Tiken Jah Fakoly  | 4:22 |
| 7.                 | Salam Darfur                         | Abazar Hamid      | 3:59 |
| 8.                 | Al Shatte' Al Akhar                  | Kamilya Jubran    | 4:47 |
| 9.                 | Atlan Dok                            | Kurash Sultan     | 5:33 |
| 10.                | Alisero                              | Ferhat Tunç       | 5:35 |
| 11.                | Regreso                              | Aziza Brahim      | 5:31 |
| 12.                | Speena Kontara                       | Haroon Bacha      | 6:46 |
| 13.                | Non Au Racisme                       | Fadal Dey         | 4:18 |
| 14.                | Bhallelak                            | Amal Murkus       | 2:40 |
| Totale duur: 69:27 |                                      |                   |      |